# Aarhus Universitet
Aarhus Universitet (fork.: AU, eng.: Aarhus University) er Danmarks næststørste universitet målt på antal studerende, og det næstældste (fjerde ældste, hvis man medregner DTU og CBS). Universitetet blev grundlagt i 1928 i Aarhus og har i dag omkring 32.000 bachelor- og kandidatstuderende, hvortil kommer flere tusinde ph.d.- og deltidsstuderende. Universitetet rangerer blandt verdens 100 bedste på flere internationale ranglister (2018) og er medlem af de europæiske universitetsalliancer Circle U. European University Alliance, Coimbra Group og Utrecht Network.
Universitetet er organiseret i fem fakulteter (Arts, Natural Sciences, Technical Sciences, Health, og Business and Social Sciences), 26 institutter samt flere grundforskningscentre.
Aarhus Universitet er et campus-universitet, primært beliggende omkring Universitetsparken, men har også andre lokationer i Aarhus samt afdelinger i andre dele af Danmark.
Universitetet har tilknytning til tre nobelprismodtagere: Jens Christian Skou i kemi (1997), samt Trygve Haavelmo (1989) og Dale Mortensen i økonomi (2010).
Universitetet og dets campus blev i Times Higher Educations 2018-liste over Europas smukkeste universiteter placeret i top 10.

## Historie
Aarhus Universitet er oprettet i 1928 som et privat initiativ under navnet Universitetsundervisningen i Jylland. Ved indvielsen den 11. september 1928 startede 78 studerende.
I 1933 byggedes en bygning for humaniora.
I 1934 fik det humanistiske fakultet statsanerkendelse, statsstøtte og eksamensret. Indtil da skulle man til København for at færdiggøre studierne.
I 1936 blev et økonomisk og et juridisk fakultet oprettet. I 1942 blev Det Teologiske Fakultet oprettet, og Det Naturvidenskabelige Fakultet blev oprettet i 1954. Universitetet var privatejet frem til 1970, hvor staten gik ind i ejerskabet.
Under krigen havde Gestapo sit jyske hovedkvarter på universitetet, nærmere betegnet i Kollegierne IV og V ved Langelandsgade. Efter anmodning fra modstandsbevægelsen gennemførte Royal Air Force et angreb den 31. oktober 1944. Ved angrebet blev hovedbygningen svært beskadiget, og de to kollegiebygninger blev helt ødelagt. Arkitekten C.F. Møller blev begravet under ruinerne af hovedbygningen, men blev efter nogle timer hjulpet ud og slap uden mén. Ikke alle arbejdere på byggeriet undgik angrebet. I hovedbygningen er opsat en mindetavle for de 10 arbejdere, der omkom under angrebet samt for de to arbejdere, der omkom 22. september 1941 under forberedelserne til opførelsen af hovedbygningen.
I 1938-1952 husede Aarhus Universitet Danmarks første professor i sociologi, Theodor Geiger, og i 1997 professor Jens Christian Skou, som modtog Nobelprisen i kemi i 1997 for opdagelsen af Natrium-kalium-pumpen. Økonomen Dale. T. Mortensen var tilknyttet universitetet som gæsteprofessor og befandt sig på universitetet, da han modtog opkaldet om, at han havde modtaget Nobelprisen i økonomi i 2010.
Siden 2010 har AU haft en kanal på YouTube. Siden 2013 har fysikeren lic.scient. Brian Bech Nielsen været AU’s rektor.
Siden d 1. februar 2024 tillader Aarhus Universitet sine studerende at anvende kunstig intelligens (AI), som fx ChatGPT til at skrive bachelorprojekt eller speciale.

### Series rectorum siden 1929
Den nuværende rektor er nr. 25 i rækken:
1. (formand for Lærerforsamlingen) professor i filosofi, dr.phil. Kort K. Kortsen 1929 – 31
2. (formand for Lærerforsamlingen) docent i germansk filologi (professor 1934), dr.phil. Christen Møller 1931 – 33
3. (formand for Lærerforsamlingen) docent i nordiske sprog (professor 1934), Peter Skautrup 1932 – 34
4. (formand for Lærerforsamlingen) professor i nordisk filologi, dr.phil. Ernst Frandsen 1934 – 35
5. professor i fysik, dr.phil. E. Buch Andersen 1936 – 37
6. professor i romansk filologi, dr.phil. Andreas Blinkenberg 1937 – 40
7. professor i kemi, dr.phil. Hakon Lund 1940 – 41
8. professor i retsvidenskab, dr.jur. Carl Rasting 1941 – 43
9. professor i ny testamente, dr.theol. Johannes Munck 1943 – 45
10. professor i slavisk filologi, dr.phil. Ad. Stender-Petersen 1945 – 47
11. professor i intern medicin, dr.med. Cai Holten 1947 – 49
12. professor i klassisk filologi, dr.phil. Franz Blatt 1949 – 51
13. professor i retsvidenskab, dr.jur. Knud Illum 1951 – 53
14. professor i nordisk filologi, dr.h.c. Peter Skautrup 1953 – 55
15. professor i patologisk anatomi, dr.med. Willy Munck 1955 – 59
16. professor i germansk filologi, dr.phil. Heinrich Bach 1959 – 63
17. professor i semitisk filologi, dr.phil. Erling Hammershaimb 1963 – 67
18. professor i musikvidenskab, dr.phil. Søren Sørensen 1967 – 71
19. professor i matematik, cand.mag. Svend Bundgaard 1971 – 76
20. professor i statskundskab, dr.phil. Erik Rasmussen 1976 – 77
21. professor i fysik, mag.scient og cand.mag. Carl F. Wandel 1977 – 83
22. lektor i kirkehistorie (professor fra 2002), dr.phil. Henning Lehmann 1983 – 2002
23. lektor i statskundskab, cand.mag. Niels Chr. Sidenius 2002 – 05
24. mag.scient. i biologi Lauritz B. Holm-Nielsen 2005 – 13
25. professor i fysik, lic.scient. Brian Bech Nielsen 2013 –

### Fusioner efter år 2000
I 2007 fusionerede Aarhus Universitet med Danmarks Jordbrugsforskning (grundlagt 1883 som Landøkonomisk Forsøgslaboratorium), Danmarks Miljøundersøgelser (dannet 1989), Aarhus School of Business (dannet 1939 som Handelshøjskolen i Aarhus ved en reorganisering af Den Jyske Handelsskole) og Danmarks Pædagogiske Universitetsskole (dannet ved en fusion i 2000), som er placeret i København.
I 2012 fusionerede Aarhus Universitet med Ingeniørhøjskolen i Herning.

## Arkitektur
Universitetets bygninger er anerkendt for deres arkitektoniske kvalitet, bl.a. ved optagelse i Kulturministeriets kanon i 2006 som et af de tolv mest betydningsfulde arkitektoniske værker i Danmarks kulturhistorie.
Anlægget er fra starten planlagt efter 1. præmieprojektet i konkurrencen om universitetet i 1931 udført af arkitekterne Kay Fisker, C.F. Møller og Povl Stegmann sammen med havearkitekten C.Th. Sørensen. De første bygninger, der stod klar i 1933, er tegnet af disse. Senere bygninger er opført i samme stil, med C.F. Møller som arkitekt. Udseendet skyldes blandt andet, at Forenede Jydske Teglværker støttede universitetsprojektet med en million gule mursten.
Universitetets hovedbygninger er samlet i og omkring morænelandskabet Universitetsparken, der gennem årene er blevet udvidet en del. I samspil med den kuperede park danner de ensartede bygninger en campus, der har opnået international berømmelse. De karakteristiske gulstensbygninger, hvoraf flere har facader tilgroet med vedbend, i Universitetsparken rummer et samlet etageareal på 246.000 m². Derudover råder universitetet over en række bygninger uden for parken med et samlet etageareal på 59.000 m².

I Universitetsparken finder man desuden Steno Museet, Naturhistorisk Museum, Antikmuseet, Statsbiblioteket (der i 2017 fusionerede med Det Kongelige Bibliotek) samt kollegier. Tidligere havde også Aarhus Kunstmuseum til huse i området.
- Hovedbygningen ved Nordre Ringgade.
- De gule murstensbuer foran Vandrehallen.
- Aulaen fra 1946.
- Relief ved Hovedindgang.
- Buegange ved Vandrehallen.
- Solgårdens Bronze kat.
- Solur på facaden af Aulaen

## Fakulteter
Aarhus Universitet har siden 1. januar 2020 været inddelt i fem store fakulteter:
- Natural Sciences - dannet ved en opdeling af det tidligere Faculty of Science and Technology.
- Technical Sciences - dannet ved en opdeling af det tidligere Faculty of Science and Technology.
- Arts – dannet ved en sammenlægning af Det Humanistiske Fakultet, Det Teologiske Fakultet og Danmarks Institut for Pædagogik og Uddannelse
- School of Business and Social Sciences – dannet ved en sammenlægning af Det Samfundsvidenskabelige Fakultet og Handelshøjskolen. Siden 2015 markedsført som Aarhus BSS
- Health – dannet ved en omdannelse af Det Sundhedsvidenskabelige Fakultet.

## AU Incubator
AU Incubator blev dannet i 2009, hvor universitetet startede med at tilbyde hjælp studerende, der ønskede at arbejde med iværksætteri sideløbende med deres studier. De har således adgang til fysiske faciliteter som kontor og mødelokaler, hvor de har mulighed for at få rådgivning og samtidig mulighed for at netværke med andre virksomheder.
Ordningen tilbyder workshops, forløb, morgenmøder og konferencer, som der er åbne for alle, som er nysgerrige på iværksætteri og iværksætterrelaterede emner.
Studentervæksthus Aarhus har en række virksomheder og samarbejdspartnere tilknyttet.

## Internationalt renommé
Aarhus Universitet er de seneste år generelt gået frem på de vigtigste internationale universitetsranglister. Blandt mere end 17.000 universiteter på verdensplan er universitetet i top 100 på flere indflydelsesrige ranglister.
Aarhus Universitets placering på ranglisterne
| Liste                                           | Placering  |
| ----------------------------------------------- | ---------- |
| Leiden                                          | 111 (2018) |
| QS World University Ranking                     | 145 (2019) |
| ARWU - Shanghai                                 | 60 (2019)  |
| HEEACT - Taiwan                                 | 89 (2019)  |
| Times Higher Education World University Ranking | 123 (2019) |

Aarhus Universitet er medlem af den europæiske Coimbra Group, i hvilken bl.a. Uppsala Universitet, Katholieke Universiteit Leuven, Université catholique de Louvain og Trinity College er medlemmer.

## Studenterforeninger
Der findes talrige studenterforeninger på Aarhus Universitet, bl.a. Frit Forum, Studenterrådet og Konservative Studenter, der repræsenterer de studerendes rettigheder både indenfor universitetet og overfor politikerne.
Derudover findes flere lokalfaglige foreninger:
School of Business and Social Sciences: Økonomisk Forening (økonomi), Oeconrådet, Academic Business Council (Erhvervsøkonomi), Juridisk Selskab, Seriøse Jurister, Konservative Jurister, Alternative Jurister, Moderate Jurister, European Law Students' Association (jura); Politologisk Forening (statskundskab), Communication Council (Erhvervskommunikation)
Science and Technology: @lkymia (kemi), Biogas (biologi), Die Rote Zone (molekylærbiologi, molekylærmedicin og bioteknologi), Nanorama (nanoteknologi), Fredagscaféen (datalogi og it),, TÅGEKAMMERET (matematik, fysik, datalogi, it, matematik-økonomi og nanoteknologi), Den ultra hemmelige Huejunta (fysik).
Health: Umbilicus og Århus Medicinerrevy (medicin).
Arts: PANIK (informationsvidenskab og medievidenskab), HIKIUN (forhistorisk arkæologi), SIDAH (middelalderarkæologi og renæssancearkæologi), Symposion (fredagsbar for klassisk filologi og klassisk arkæologi), VŌX POPVLĪ (fagblad for Klassiske Studier), KommaBar (lingvistik og nordisk sprog, litteratur og kultur), Fred (Historie), TheosBar (teologi, religionsvidenskab og arabisk- og islamstudier).
Afdeling for filosofi og idehistorie har et særdeles aktivt studentermiljø: Rødderne - den Arkivariske Front, Institut for Emancipationsvidenskab, KID - Læsekreds for køn, queer og idehistorie, Filosofisk Studenterkollokvium, Filosofisk Klassiker Klub, Platon Kredsen, Teknologi kredsen, Panta Rei, Semikolon, Tingen, Doxa, Kvindelogen, Eliten - den filosofiske filmklub, Idehistorisk Forening, Filosofisk Forening, Idehistorisk selvforsynings Laug, KALIF (Idehistorisk kandidat og alumneforening), FILIBID (Filosofisk kandidat og alumneforening), Philosophia (filosofisk forlag). Det er studenterforeningerne, der driver de såkaldte "fredagsbarer".

## Alumni og andre personer tilknyttet Aarhus Universitet
- H.M. Kong Frederik X, Danmarks konge.
- H.M. Dronning Margrethe II, Danmarks dronning.
- Yildiz Akdogan, dansk-tyrkisk politiker.
- Erik Amdrup, dansk professor i kirurgi, overlæge og forfatter.
- Lars Erslev Andersen, dansk terror- og mellemøstforsker.
- Torben M. Andersen, dansk økonom.
- Svend Auken, dansk politiker, formand for Socialdemokratiet 1987-1992.
- Erik Bach, dansk komponist.
- Mette Bock, programdirektør i DR og Årets Erhvervskvinde 2006. Minister i Regeringen Lars Løkke Rasmussen III.
- Jens-Peter Bonde, dansk journalist, forfatter, politiker og medlem af Europaparlamentet 1979-2008.
- Steffen Brandt, dansk musiker.
- Jacob Buksti, dansk politiker, minister og MF 1994-2005.
- C.O. Bøggild-Andersen, dansk historiker.
- Cathrine la Cour, dansk journalist og dokumentarfilmsinstruktør.
- Niels Damkjær, dansk dramaturg.
- Otto Steen Due, dansk sprogprofessor.
- Vagn Dybdahl, dansk historiker.
- Lene Espersen, dansk politiker, tidl. MF, minister og formand for Det Konservative Folkeparti 2008-2011.
- Jacob Lund Fisker, dansk astrofysiker og forfatter.
- John Frandsen, dansk komponist, organist og dirigent.
- Aage Frandsen, dansk politiker, MF 1971-1975, 1987-1990 og 1994-2005.
- Søren Gade, dansk politiker, forsvarsminister og MF.
- Michael H. Gelting, dansk historiker og arkivar.
- Ivar Gjørup, dansk tegner.
- David Gress, dansk filolog.
- Bjørn Grøn, dansk matematiker, forlægger og politiker
- Knud Hannestad, dansk historiker.
- Ole Hasselbalch, dansk jurist og forfatter. Formand for Den Danske Forening 1991-2001.
- Lene Hau, dansk fysikforsker.
- Bettina Heltberg, dansk journalist og forfatter.
- Poul Holm, dansk historiker.
- Bertel Haarder, dansk politiker, minister og MF.
- Anne-Sofie Jensen, dansk politolog og rigsarkivar.
- Bodil Jørgensen, dansk skuespillerinde.
- Dan Jørgensen, dansk politiker, medlem af Europaparlamentet.
- Hugo Hørlych Karlsen, dansk forfatter, litteratur- og kulturhistoriker.
- Naser Khader, dansk-syrisk politiker og MF. Formand for Ny Alliance (Liberal Alliance) 2007-2009.
- Jørgen Kühl, dansk-tysk historiker og rektor for A.P. Møller Skolen i Slesvig.
- John T. Lauridsen, dansk historiker. Forskningschef ved Det Kongelige Bibliotek.
- Johannes Lebech, dansk politiker.
- Bjørn Lomborg, dansk forfatter og politolog.
- K.E. Løgstrup, dansk filosof og teolog. Én af de fire Aarhusteologer.
- Richard Malmros, dansk læge og professor i neurokirurgi.
- Jens Christian Manniche, dansk historiker.
- Peter Mogensen, dansk journalist, politisk redaktør og politisk kommentator på Politiken.
- Ole G. Mouritsen, dansk fysiker.
- Niels Åge Nielsen, dansk frihedskæmper og professor i nordiske sprog.
- Johan Peter Noack, dansk historiker og rigsarkivar.
- Helmuth Nyborg, dansk professor i udviklingspsykologi.
- Jens Nørskov, dansk fysiker og ingeniør.
- Jens Oddershede, dansk kemiker og 2001-2014 Syddansk Universitets rektor.
- Albert Olsen, dansk historiker og politiker.
- Jørn Henrik Petersen, dansk økonom og videnskabsmand.
- Kjeld Philip, dansk økonom og politiker.
- Johan Frederik Plesner, dansk historiker.
- Regin Prenter, dansk teolog. Én af de fire Aarhusteologer.
- Anders Fogh Rasmussen, dansk politiker, Danmarks statsminister 2001-2009.NATO's generalsekretær 2009-2014.
- Søren Hein Rasmussen, dansk historiker.
- Karsten Revsbech, dansk professor i jura.
- Else Roesdahl, dansk arkæolog.
- Anders Samuelsen, cand.scient.pol. dansk politiker, MF og tidligere partiformand for Liberal Alliance fra 2010 til 2019.
- Hans-Jørgen Schanz, dansk idehistoriker.
- Tøger Seidenfaden, dansk journalist og cand.scient.pol. samt ansvarshavende chefredaktør på Politiken 1993-2011.
- Jens Christian Skou, dansk fysiolog, modtager af Nobelprisen i kemi 1997.
- Johannes Sløk, dansk teolog. Én af de fire Aarhusteologer.
- Adolf Stender-Petersen, dansk slavist og rektor
- Nina Klinker Stephensen (født Jørgensen), dansk tv-vært og tidligere jurastuderende
- Frederik Stjernfelt, dansk forfatter og professor. Medlem af Det Danske Akademi fra 2001.
- Bjarne Stroustrup, dansk datalog og opfinder af programmeringssproget C++.
- Hans Helge Beck Thomsen, dansk professor i retsvidenskab.
- Nicolai Wammen, Europaminister, dansk politiker og borgmester i Aarhus Kommune fra 2005-2011.
- Jörgen Weibull, svensk historiker
- Lotte Bjerre Knudsen, dansk kemiingeniør, adjungeret professor translationel medicin

## Lokaliteter
Aarhus Universitet har undervisning og forskning flere steder i Danmark.

### Undervisning
- Aarhus (hovedsæde) – Aarhus Universitet, Handelshøjskolen, Aarhus Universitetshospital, Århus Sygehus, Psykiatrisk Hospital Risskov, Børne- og Ungdomspsykiatrisk Center Risskov, Skejby Sygehus, Ole Rømer Observatoriet og Moesgård Museum.
- Herning – AU Herning.[44]
- København – Danmarks institut for Pædagogik og Uddannelse, tidligere kendt som Danmarks Pædagogiske Universitetsskole.[45]

### Forskning
- Aarhus (hovedsæde) – Aarhus Universitet, Handelshøjskolen, Aarhus Universitetshospital, Århus Sygehus, Psykiatrisk Hospital Risskov, Børne- og Ungdomspsykiatrisk Center Risskov, Skejby Sygehus og Ole Rømer Observatoriet.
- Askov – Askov Forsøgsstation.
- Flakkebjerg – Forskningscenter Flakkebjerg.
- Foulum – Forskningscenter Foulum.
- Herning – Handels- og IngeniørHøjskolen.
- Horsens – Forskningscenter Bygholm.
- Jyndevad – Jyndevad Forsøgsstation.
- Kalø – institut for Bioscience.
- Klim – Geologisk Feltstation Klim.
- København – Institut for Uddannelse og Pædagogik, tidligere kendt som Danmarks Pædagogiske Universitetsskole (DPU).
- Roskilde – Institut for Miljøvidenskab, Institut for Bioscience.
- Rønbjerg – Marinbiologisk Station i Rønbjerg.
- Sandbjerg – Sandbjerg Gods.
- Silkeborg – Institut for Bioscience.
- Årslev – Forskningscenter Årslev.

Ud over disse lokaliteter råder Aarhus Universitet også over forskningsskibet Aurora. .